# Doutoramento
Doutoramento (português europeu) ou doutorado e doutoramento (português brasileiro) é um grau académico concedido por uma instituição de ensino superior, com o propósito de certificar academicamente a capacidade do candidato para desenvolver investigação num determinado campo da ciência (no seu conceito mais abrangente).
No caso do grau acadêmico, espera-se que o aluno adquira capacidade de trabalho independente e criativo. Essa capacidade deve ser demonstrada pela criação de novo conhecimento e será validada por publicações em bons veículos científicos ou pela obtenção de patentes. É essencial para a seleção ao doutoramento a demonstração de qualidades e experiência em pesquisa. Um bom currículo acadêmico na graduação é condição indispensável, além da elaboração de uma tese original, que deverá ser avaliada por uma banca, composta por professores no mínimo doutores.

## Brasil
No Brasil, é um grau acadêmico de pós-graduação stricto sensu, que somente têm validade nacional os doutoramentos obtidos em cursos recomendados pela Capes. Títulos obtidos no exterior precisam ser reconhecidos por programas recomendados pela Coordenação de Aperfeiçoamento de Pessoal de Nível Superior (Capes), conforme o art. 48 da Lei de Diretrizes e Bases da Educação.
As universidades brasileiras fornecem o título de DSc (Doctor Scientiae, Doctor of Science ou Doutor em Ciências) para as pessoas que completam um curso de doutorado, sendo este título (DSc) equivalente ao título de PhD (do latim: philosophiae doctor ou doctor philosophiaeque, "doutor em filosofia") que é obtido em universidades de outros países.